# Gonohe
Gonohe (jap. 五戸町 Gonohe-machi) – miasto w Japonii, na wyspie Honsiu, w prefekturze Aomori. Według danych na rok 2020 miejscowość zamieszkiwało 16 042 mieszkańców , a gęstość zaludnienia wyniosła 90,3 os./km².